# Ressort (Journalismus)
Ein Ressort [rɛˈsoːɐ̯] ist der Teil einer Vollredaktion, der ein bestimmtes Themengebiet bearbeitet. Die meisten Zeitschriften und Zeitungsredaktionen sind nach Ressorts aufgeteilt und organisiert. 
Ein Ressort bearbeitet immer eigenverantwortlich ein bestimmtes Themengebiet, eine bestimmte Rubrik. Ein Ressortleiter und mehrere Redakteure bilden ein Ressort, bei sehr kleinen Ressorts untersteht der jeweilige Redakteur allerdings oft direkt dem Chefredakteur, da es keinen eigenen Ressortleiter gibt. Bei Zeitungen und Zeitschriften gibt es thematisch unterschiedliche Ressorts.

## Die fünf klassischen Ressorts einer Tageszeitung
Die fünf klassischen Ressorts einer Tageszeitung sind: Politik, Wirtschaft, Kultur, Lokales und Sport. Die klassische Einteilung in der Zeitung ist im ersten Buch die Politik, im zweiten die Wirtschaft und im dritten das Feuilleton (der Kulturteil). Diese Aufteilung ist für die Leser übersichtlich. Besondere Aufmerksamkeit in Tageszeitungen finden das politische und das lokale Ressort. In großen Redaktionen, beispielsweise bei Nachrichtenmagazinen oder überregionalen Zeitungen gibt es zusätzlich noch ein Auslandsressort.

### Das politische Ressort
Das politische Ressort, auch Nachrichtenredaktion genannt, produziert das erste Buch der Zeitung. Hier werden außer politischen Nachrichten auch wichtige Ereignisse aus der Wirtschaft, der Kultur und der Gesellschaft veröffentlicht. Politische Journalisten sind nach den lokalen Berichterstattern die zweitgrößte Berufsgruppe innerhalb der Redakteure. Kleinere Meldungen werden oft unverändert von den Nachrichtenagenturen übernommen. Die Arbeit im politischen Ressort ist auf Aktualität angewiesen. Das politische Ressort ist ein wesentlicher Bestandteil der seriösen Zeitung.

### Das lokale Ressort
Den Lokalteil gibt es seit dem 19. Jahrhundert. Das Lokalressort bearbeitet alle wichtigen Ereignisse und Neuigkeiten in der Umgebung. Beim Lokalressort gibt es keine eingegrenzten Themengebiete – hier ist die Geographie das Entscheidende. Alle relevanten Ereignisse und Neuigkeiten in der Umgebung werden hier bearbeitet und im Lokalteil der Zeitung danach veröffentlicht.
Die Redakteure dieses Ressorts können nur selten auf vorgefertigte Artikel von Nachrichtenagenturen zurückgreifen, sie müssen die meisten Artikel selbst recherchieren und schreiben. Ereignisse werden hier nicht nur berichtet, sondern auch oft zugleich kommentiert. Da der Leser des Lokalteils sich meistens auch sehr gut in den Themen auskennt, fallen hier fehlerhafte Meldungen mehr auf als in anderen Rubriken.
Die Lokalredaktion ist der größte Arbeitgeber für Journalisten, hier gibt es gute Einstiegschancen für junge Journalisten. In Deutschland gibt es ungefähr 1500 Lokalredaktionen, viele Freie Journalisten arbeiten hier, auch Schüler und Studenten schreiben und arbeiten für die Lokalredaktionen.

### Das Wirtschaftsressort
Da die Materie sehr umfangreich ist und die Redakteure viel Hintergrundwissen benötigen, kommen entsprechende Redakteure oftmals aus der Wirtschaft.

### Das Kulturressort
Für gewöhnlich haben überregionale Tageszeitungen eine eigene Kulturredaktion. Die Rubrik dieses Ressorts ist das Feuilleton. Das Ressort ist in weitere Abteilungen oder Themengebiete unterteilt, wie zum Beispiel Theater, Musik, Kunst, Architektur, Film oder Literatur, zunehmend auch Medien.

### Das Sportressort
Das Sportressort ist das jüngste Ressort. 

### Weitere Ressorts
Häufig besteht in Tageszeitungen auch ein Ressort Vermischtes oder Panorama (in Österreich auch Chronik genannt), in dem über unterhaltsame oder boulevardeske Themen berichtet wird, beispielsweise Berichte aus den Themenbereichen Gesellschaft, Prominente, Kurioses, Kriminalität, Unfälle und Katastrophen. Vor allem Redaktionen von Publikums-, Fach- und Special-Interest-Zeitschriften unterhalten oft auch andere bzw. weitere Ressorts, z. B. für Literatur, Reise, Wissenschaft, Bildung, Technik, Mode oder Kinder. Hinzu kommen Sonderveröffentlichungen, beispielsweise zu Messen oder Großereignissen.

## Zusammenarbeit der Ressorts
In den Redaktionskonferenzen stellen die Ressortleiter ihre Hauptthemen vor. In Redaktionsbesprechungen werden neue Themen und Ideen und auch längerfristige Themenvorschläge, Reportagen, die einen etwas längeren zeitlichen Vorlauf brauchen, besprochen und organisiert.
Manchmal kommt hier das Problem auf, dass sich für ein Thema zwei unterschiedliche Ressorts interessieren und es zu beiden thematisch auch passen würde. Hier muss bei attraktiven Themen eine Einigung gefunden werden. Da es zwischen den Ressorts auch Hierarchien gibt, entsteht durch solche Kompromisse immer wieder ein Konkurrenzverhalten. Umgekehrt können Themen auch verschwinden, wenn sich kein Ressort ihrer annimmt. Die Abstimmung zwischen den einzelnen Ressorts ist daher von großer Bedeutung.
Oftmals werden innerhalb eines Ressorts die einzelnen Themengebiete unter den Redakteuren aufgeteilt, je nach Qualifikation und Wissen der Redakteure – Beispiel Kultur, ein Redakteur bearbeitet die Buchrezensionen, einer kommentiert Ausstellungen, der dritte die neuen Kinofilme etc. Eine andere Möglichkeit ist die Aufteilung nach journalistischen Darstellungsformen. Ein Redakteur spezialisiert sich auf Kommentare, der andere eher auf Hintergrundberichte oder Reportagen etc.
Großes und genaues Fachwissen sammelt sich bei Redakteuren, die in einem bestimmten Ressort länger arbeiten, außerdem entwickeln sich sehr oft gute Kontakte zu den Hauptakteuren ihres Themengebietes.

## Der Ressortleiter
Der Ressortleiter ist presserechtlich verantwortlich für sein Ressort. Er organisiert und leitet sein Ressort, delegiert die Aufgaben an seine Redakteure und ist für die Termineinhaltung verantwortlich. Der Ressortleiter sollte als der verantwortliche Redakteur die Artikel nach inhaltlichen und stilistischen Maßstäben kontrollieren, bevor diese in den Druck gehen. Außerdem entwickelt er mit den Redakteuren seines Ressorts neue Ideen zu Themen und Konzepten. Er stimmt sich mit den anderen Ressortleitern in der Redaktionskonferenz ab.

## Auflösung der Ressortgrenzen
Seit 2001 werden die Ressorts zunehmend aufgelöst. An ihre Stelle tritt die ressortübergreifende Zusammenarbeit am Newsdesk in einem Großraumbüro, dem Newsroom.